# Rensselaer (Indiana)
Rensselaer es una ciudad ubicada en el condado de Jasper en el estado estadounidense de Indiana. En el Censo de 2010 tenía una población de 5.859 habitantes y una densidad poblacional de 586,06 personas por km².

## Geografía
Rensselaer se encuentra ubicada en las coordenadas 40°56′6″N 87°9′1″O / 40.93500, -87.15028. Según la Oficina del Censo de los Estados Unidos, Rensselaer tiene una superficie total de 10 km², de la cual 9.84 km² corresponden a tierra firme y (1.55%) 0.16 km² es agua.

## Demografía
Según el censo de 2010, había 5.859 personas residiendo en Rensselaer. La densidad de población era de 586,06 hab./km². De los 5.859 habitantes, Rensselaer estaba compuesto por el 95.44% blancos, el 0.67% eran afroamericanos, el 0.36% eran amerindios, el 0.41% eran asiáticos, el 0.05% eran isleños del Pacífico, el 1.76% eran de otras razas y el 1.31% pertenecían a dos o más razas. Del total de la población el 5.43% eran hispanos o latinos de cualquier raza.

## Personas notables
- Tom Harmon (1919-1990), jugador de fútbol americano y locutor deportivo;